# Miniopterus tristis
Miniopterus tristis é uma espécie de morcego da família Miniopteridae. Pode ser encontrada na Indonésia, Papua-Nova Guiné, Filipinas, Ilhas Salomão e Vanuatu.